# 錢忱

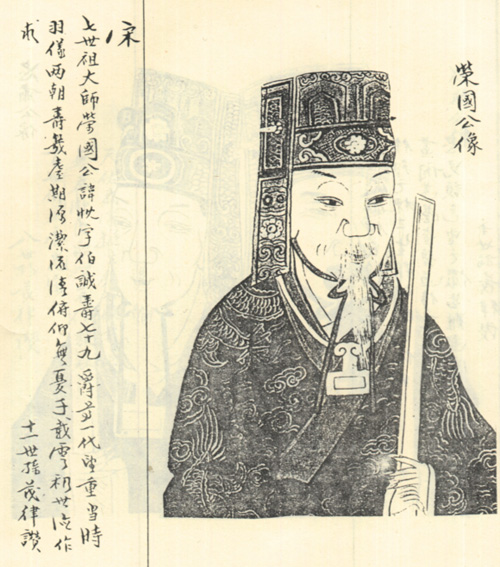
錢忱

錢忱（1083年—1161年），字伯誠，宋會稽郡王錢景臻之子。
其母為秦魯國大長公主（宋仁宗第十女），靖康之變後奉母隨宋室南遷，避難台州。紹興初年（1131年）高宗“贈第台州”，居崇和門美德坊（今台州初級中學東側，白雲山麓），藏有钱镠铁券，为泸川节度使。歷仕四朝，娶瀛國夫人唐氏（陸游之母的姐妹）。終少師潼川節度使、榮國公。子錢端禮。

## 延伸阅读
[在维基数据编辑]
 《宋史·卷465》，出自脱脱《宋史》